# Arnd Steinmetz
Arnd Steinmetz (* 1966 in Fulda) ist ein deutscher Informatiker, Hochschullehrer und Hochschulpräsident.

## Leben
Arnd Steimetz promovierte 1999 an der Technischen Universität Darmstadt über das Thema Integrierte rechnerbasierte Film- und Filmmetadateien.
Die Dissertation wurde auch als Buch veröffentlicht.
Steinmetz arbeitete in der Industrie, unter anderem am Thomas J. Watson Research Center und am Fraunhofer-Institut für Integrierte Publikations- und Informationssysteme (IPSI).
Steinmetz ist Adjunct Professor am Cork Institute of Technology.
Steinmetz lehrt seit dem Jahr 2002 als Professor an der Hochschule Darmstadt.
Von 2010 bis 2013 war er Dekan des Fachbereichs Media der Hochschule Darmstadt.
Von 2013 bis 2021 war Steinmetz Vizepräsident für Forschung und wissenschaftliche Infrastruktur.
Seit dem Jahr 2021 arbeitet er im Ressort für Digitalisierung und Internationalisierung.
Von 2013 war er Vizepräsident der Hochschule Darmstadt.
Seit dem 1. April 2022 ist er Präsident der Hochschule Darmstadt.

## Sonstiges
- Steinmetz war an der Erstellung der Hochschul-Digital-Strategie 2021–2025 der hessischen Hochschulen und Universitäten beteiligt.
- Er ist Vorstand und Mitglied der Ethik AG der bundesweiten Initiative D21.
- Er leitet unter anderem die Arbeitsgruppe Ethik des Technologie- und Ethikbeirats der Digitalstadt Darmstadt GmbH und fungierte als Kurator des „Darmstädter Gesprächs“ am 16. Februar 2020, das unter dem Titel #Heldenreise das Thema „Helden in der digitalen Welt“ behandelte.[3]

## Veröffentlichungen (Auswahl)
- Arnd Steinmetz. In: Integrierte rechnerbasierte Film- und Filmmetadateien – Präsentationen: Erstellung einer Taxonomie und Entwicklung neuartiger Darstellungs- und Interaktionsformen, GMD-Forschungszentrum Informationstechnik, Sankt Augustin, 2000, ISBN 3884573691